# Trackshittaz
Trackshittaz — австрийский хип-хоп дуэт, который представлял свою страну на Евровидении 2012 года.
Коллектив создан в 2010 году. В его состав входят Лукас Плёхль (нем. Lukas Plöchl) и Мануэль Хоффельнер (нем. Manuel Hoffelner). Музыка исполнителей интересна прежде всего тем, что она исполняется на мюльфертельском диалекте немецкого языка — одной из разновидностей центрально-баварских наречий. За первые три года существования группа выпустила четыре альбома и несколько синглов, неоднократно входивших в топ-листы австрийских чартов.
На Евровидении группа исполнила песню «Woki mit deim Popo» в первом полуфинале конкурса; в финал не прошла.

## Дискография

### Альбомы
- Oidaah pumpn muas‘s (2011)
- Prolettn feian längaah (2011)
- Traktorgängstapartyrap (2012)
- Zruck zu de Ruabm (2012)
- #TS4 (2014)

### Синглы
- Oida taunz (2010)
- Guuugarutz (2011)
- Killalady (2011)
- Touchdown (2011)
- Grüllarei (2011)
- Oida Chüüü (2011)
- Woki mit deim Popo (2012)
- Geila ois (2012)
- Gmiatlich Dreschn (2014)
- Schuachblattlaboogie (2014)
- Politisch Korrekt (2014)